# BitChute
BitChute（ビットシュート）は、2017年に開設された動画共有サービス。YouTubeなどの他の動画投稿サイトの規定の回避を試みる動画投稿者のために作成された。

## 歴史
この会社は2017年1月にレイ・ヴァヘイによって設立された。